# Patricia Felicien
Patricia "Patsy" Felicien (12 tháng 1 năm 1967 - 27 tháng 2 năm 1997) là một vận động viên cricket người Saint Lucia đại diện cho Tây Ấn tại World Cup 1993 ở Anh. Cô ấy là một cung thủ nhanh tay phải, người đánh tay phải.
Felicien đã chơi trong năm trong số bảy trận đấu của đội cô tại World Cup, xuất hiện lần đầu tiên trong trận đấu thứ ba của giải đấu, với Australia. Cô và Eugena Gregg là những người Saint Lucia duy nhất trong đội, và là những người Saint Lucia đầu tiên được chọn trong bất kỳ đội hình Tây Ấn nào. Felicien được cho ít thời gian chơi game, đánh theo thứ tự thấp hơn và chơi bowling chỉ 15 trận, mà không cần lấy một chiếc wicket. Chống lại New Zealand, cô đã ra ngoài trước khi đánh bóng cho Julie Harris vì một con vịt vàng, đưa cho Harris cú hat-trick. Felicien chết trong một tai nạn xe máy vào tháng 2 năm 1997, ở tuổi 30. Dì của cô, Verena Felicien, sau đó là đội trưởng của Tây Ấn.